# Pierre Matignon
Pierre Matignon (Les Verchers-sur-Layon, 11 febbraio 1943 – Saint-Michel-de-Chavaignes, 1º novembre 1987) è stato un ciclista su strada francese.
Professionista dal 1969 al 1972, conta una vittoria di tappa al Tour de France.

## Carriera
Tra i dilettanti, vinse una tappa al Tour de l'Avenir nel 1962. Passò professionista nel 1969 nella Frimatic di Louis Caput e Jean de Gribaldy; in quello stesso anno colse, da ultimo in classifica, il suo principale successo, la 20ª tappa del Tour de France, vincendo per distacco sulla cima del Puy de Dôme. Nella stagione successiva seguì Caput alla Fagor, senza successi di rilievo. Nel 1971 corse da individuale, mentre nel 1972 corse per la Gitane di André Desvages, ritirandosi al termine della stagione. Partecipò a due edizioni del Tour de France.

## Palmarès
- 1962 (dilettanti)

3ª tappa Tour de l'Avenir (Bayonne > Pau)
- 1964 (dilettanti)

Circuit des deux provinces
Paris-La Ferté-Bernard
- 1966 (dilettanti)

Circuit des deux provinces
Classifica generale Circuit de la Sarthe
- 1969 (Frimatic, una vittoria)

20ª tappa Tour de France (Brive > Puy de Dôme)

### Altri successi
- 1966

Criterium di Brigueil-le-Chantre

## Piazzamenti

### Grandi Giri
- Tour de France

1969: 85º
1972: 75º